# Лавров Віктор Васильович
Ві́ктор Васи́льович Лавро́в (*31 серпня (13 вересня) 1909, Москва — †19 вересня 1983, Москва) — радянський футболіст, нападник. Увійшов до історії, як футболіст, котрий забив перший гол у чемпіонатах СРСР. Це сталося 22 травня 1936 року у поєдинку «Динамо» (Ленінград) — «Локомотив» (Москва), що відбувався у Ленінграді. Лавров забив за «Локомотив» вже на 5 хвилині зустрічі, але потім господарі здобули 3 голи і перемогли 3:1.
Грав за «Локомотив» (Москва) до 1934 р., коли клуб ще носив інші назви: КОР (рос. «Клуб имени Октябрьской революции» — «Клуб імені жовтневої революції») і «Казанка». У 1935 р. виступав за команду МВО (Московський військовий округ), у 1936-му повернувся до «Локомотива».
У 1936 році у барвах «Локомотива» переміг у першому розіграші Кубка СРСР і навіть забив один з голів у фінальному матчі (2:0). У 1937 р. у складі «залізничників» протистояв збірній Басконії, яка проводила турне по СРСР, і забив єдиний м'яч своєї команди у тій зустрічі (поразка 1:5). Сезони 1941 та 1946 провів у нижчоліговому колективі «Динамо» (Сталінабад).
Володів хорошим дриблінгом, надзвичайно потужним, «гарматним» ударом з обидвох ніг.
Всього у чемпіонах Радянського Союзу провів 58 ігор, здобув 27 голів.
Головний тренер «Спартака» (Рязань) — 1960 (з липня), 1961 (з липня), 1965-66 (до вересня), «Маяка» (Херсон) — 1962, «Зеніта» (Іжевськ) — 1967. Тренер футбольної школи СЮП (Стадіон юних піонерів) (Москва) — 1943-45, старший тренер клубної команди «Локомотив» (Ярославль) — 1949-50. Під його керівництвом «Спартак» (Рязань) у 1965 році і «Зеніт» (Іжевськ) у 1967-му стали переможцями зональних турнирів у класі «Б».
Вчився (1928–1929) у Вищому художньо-технічному інституті, брав участь у виставках пролетарських художників. Цікавився радіотехнікою, готував спортивну апаратуру та інвентар. Монтував хронометр «Омеги» на Центральному стадіоні імені Леніна для проведення чемпіонату світу (1957) з хокею з шайбою, фотофініш на чемпіонаті СРСР з мотоперегонів (1957).
Похований на Введенському кладовищі у Москві.
Син, Валентин Лавров (нар. 2 травня 1935 р.) — письменник (у молодості — боксер), автор творів у жанрі історичного детективу.

## Титули та досягнення
- Кубок СРСР: 1936